# Arstanosaurus
Arstanosaurus is een geslacht van plantenetende ornithischische dinosauriërs, behorend tot de Cerapoda, dat tijdens het late Krijt leefde in het gebied van het huidige Kazachstan. De enige benoemde soort is Arstanosaurus akkurganensis.

## Vondst en naamgeving
In 1977 groef Peter Sjilin bij Akkoergan-Boltyk nabij Qyzylorda in Kazachstan wat botfragmenten op. In 1982 benoemde hij die samen met J.W. Soeslow als de typesoort Arstanosaurus akkurganensis. De geslachtsnaam verwijst naar de oase Arstan. De soortaanduiding verwijst naar de herkomst uit Akkoergan.
Het holotype, IZ AN KSSR 1/1 (ook AAIZ 1/1 of IZAA 1/1), is gevonden in een laag van de Bostobeformatie die dateert uit het Santonien-Campanien. Het bestaat uit een stuk linkeronderkaak en een losse tand. Daarnaast is specimen IZAA 1/2 aan de soort toegewezen, de onderkant van een linkerdijbeen.

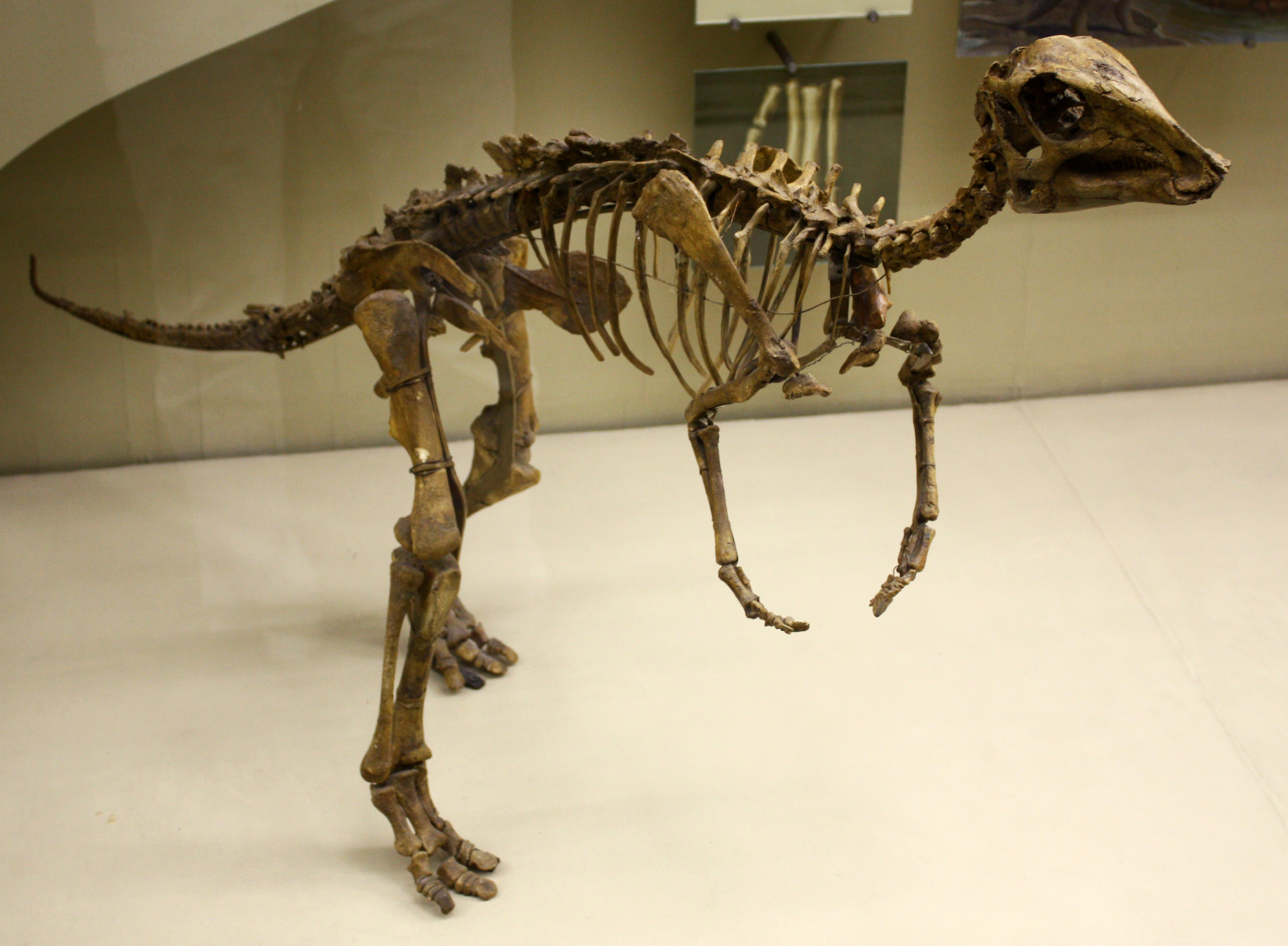
Het skelet van "Gadolosaurus"

Een skelet van een jong dier, dat ook wel informeel bekendstaat als "Gadolosaurus", is aan een Arstanosaurus sp. toegewezen. Een verband met de Arstanosaurus kan eigenlijk niet bewezen worden en het fossiel wordt opnieuw bestudeerd waarna het naar verwachting een eigen naam krijgt.

## Beschrijving
Het stuk onderkaak heeft een lengte van zo'n twaalf centimeter. Het bevat nog een aantal tanden van het cerapode type. De buitenzijde wordt doorboord door een rij van tien opvallende aderkanalen. Achteraan is het buitenvlak ingesprongen.

## Fylogenie
Bij de beschrijving werd Arstanosaurus in de Hadrosauridae geplaatst. Later is ook wel gedacht dat het een lid van de Ceratopia kon zijn. Tegenwoordig wordt het meestal gezien als een onbepaald lid van de Hadrosauroidea en een nomen dubium. Betere resten uit hetzelfde gebied zijn in 2012 benoemd als Batyrosaurus.